# 水谷ケイコ
水谷 ケイコ（みずたに ケイコ、1955年11月4日 - ）は、日本の女性声優、ナレーター、リポーター。東京都出身。

## 人物
武蔵大学人文学部卒業。
メディアフォース、ソフトリンクプロダクションを経て、現在はフリー。
1980年代から情報番組のリポーターとして活動したのち、声優に転身。テレビアニメや映画の吹き替え、鉄道の車内自動放送、朗読、各種イベントの司会など、様々な分野で活動している。
趣味は海遊び、ガーデニング、ランニング、スキー、料理。普通自動車第一種免許、中学・高等学校国語教員免許を所持している。

## 出演作品

### テレビアニメ
1997年
- さくらももこ劇場コジコジ（魔法使いのメラニー、田中キク、正月君のおばさん）

1998年
- おじゃる丸（おばさん）

1999年
- パワーストーン（婦人、大菊、通行人、おばさん、サル 他）
- HUNTER×HUNTER（第1作）（ミトの母、ホテル支配人バナー）

2002年
- こちら葛飾区亀有公園前派出所（片平もみじ）
- フォルツァ!ひでまる（おばば）
- 満月をさがして（園長先生）

2003年
- こちら葛飾区亀有公園前派出所（高村みゆき）
- PAPUWA（カカオクイーン）

2005年
- 韋駄天翔（女主人）
- おねがいマイメロディ（ヒトミ）
- 銀牙伝説WEED（クロス）

2007年
- こどものじかん（叔母、親戚B）
- レ・ミゼラブル 少女コゼット（マリーの母親、ブリュタルク婆さん）

2008年
- ポルフィの長い旅（屋台のおばさん）

2011年
- テレビまんが 昭和物語

### ゲーム
2007年
- ウィル・オ・ウィスプ 〜イースターの奇跡〜（ミセス・デイビス）

2010年
- 原宿探偵学園 スチールウッド（帯脇咲子）

2024年
- レゾナンス:無限号列車 （車内アナウンス）

### 吹き替え
- キャロルの初恋（ペポン夫人）
- ギルティ（ハンナ）
- そりゃないぜ!? フレイジャー
- 推奴 〜チュノ〜
- ビジーバス（ステファニー）
- ムーラン

### テレビ番組
- 内田忠男モーニングショー（テレビ朝日） - リポーター
- 家庭の問題（TBS） - リポーター
- スクランブル3（日本テレビ） - リポーター
- キャッチ（日本テレビ） - リポーター
- ほのぼのワイド（テレビ東京） - リポーター
- 合格へのパスポート（テレビ神奈川）
- 神奈川再発見（テレビ神奈川）

### ドラマCD
- ウィル・オ・ウィスプ ドラマCD 〜クリスマスの奇跡〜（ミセス・デイビス）
- かんなぎ家へようこそ! featuring 帯刀帯（帯の母）
- 困った時には星に聞け!（おばあさん）
- 上海妖魔鬼怪（封十八姨）
- SNOW〜スノー〜 Vol.1 - 3（ナレーション）
- すぱすぱ（オバ2）
- ZOMBIE-LOAN
- 天正やおよろず 食券争奪道中記（老人B）
- トラブルメイカー
- 半分の月がのぼる空 VOL.1 - 3（婦長〈VOL.1〉、親戚の女〈VOL.2〉、ナレーション〈VOL.3〉）
- 貧乏姉妹物語（橋本のおばさん）

### 車内自動放送
- 札幌市営地下鉄南北線・東西線[7]
- 東武鉄道[8] - 通勤型車両のみ（一部除く）
- 上田電鉄[9]
- えちごトキめき鉄道日本海ひすいライン[10]

### その他
- 足立区こども科学館 プラネタリウム「夏の星空さんぽ」
- 島根県 松江歴史館